# Slot 1

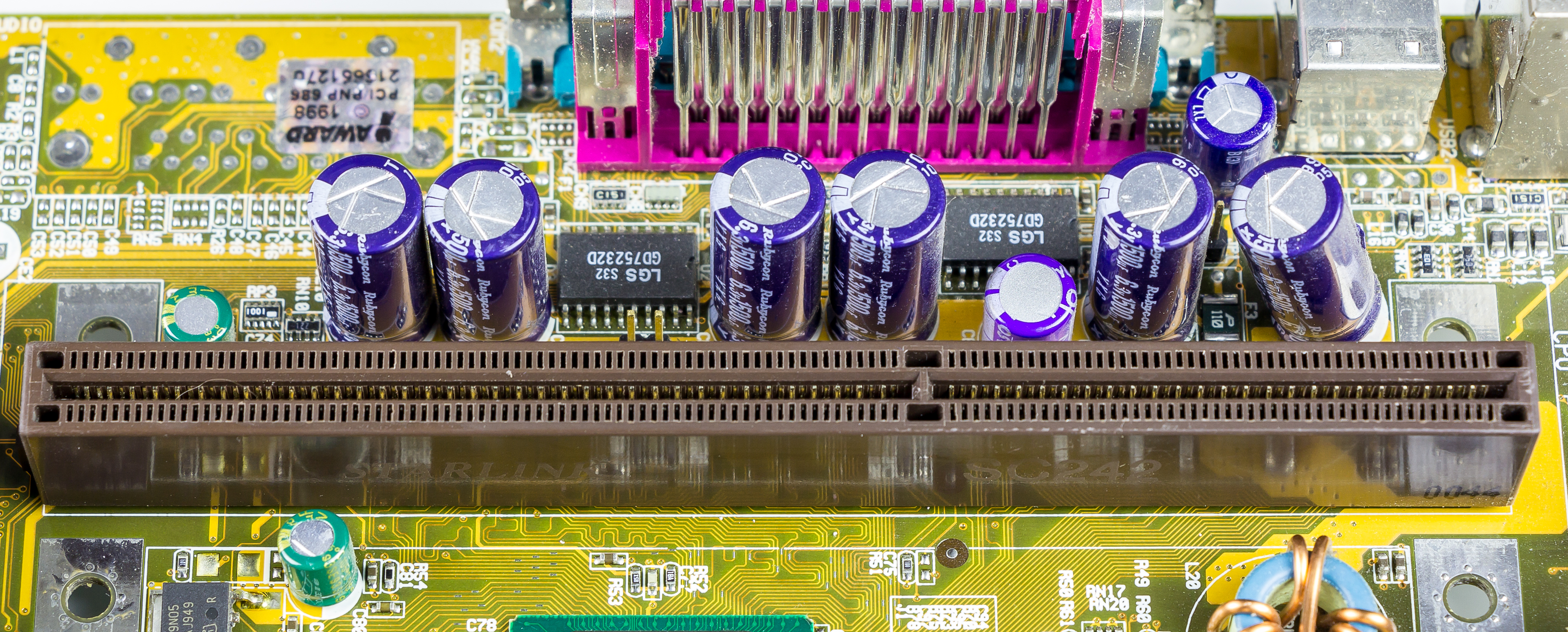
Slot 1

Slot 1 är en sockel för tidiga Intel-processorer, bland annat Pentium Pro, Celeron, Pentium II och Pentium III.